# 蒲古只
蒲古只，9世纪后期契丹遥辇氏部落联盟贵族。
蒲古只曾任本部夷离堇，夷离堇是契丹掌管兵刑的军事首领。当时契丹统治阶层内部争权斗争异常激烈。大迭剌部夷离堇耶律匀德实被耶律狼德杀害后，他用计引诱狼德同党，一并诛杀。痕德堇可汗时，他联合萧台哂和耶律滑哥（释鲁的儿子）等人，将总揽部落联盟大权的“于越”释鲁杀害。释鲁的侄子挞马狘沙里（侍卫亲军首领）阿保机将其处置，杀死，家属沦为宫帐奴隶。耶律觌烈、耶律铎臻、耶律沤里思、耶律吼、耶律勃古哲、耶律褭履、耶律合里只、耶律侯哂、耶律那也、耶律术者、耶律牒蜡都是他的后裔。